# 段祺华
段祺华（1956年2月—），上海人，中华人民共和国律师，改革开放后中国第一家私人合伙律师事务所的创办人。

## 生平
段祺华生于1956年。1978年，段祺华考入华东政法大学法学系。1986年获得华东政法大学硕士学位。1988年赴美国留学，其毕业论文的题目为《论在中国开办私人合伙制律师事务所的可能性》。
1992年，他辞去了高薪职位，拿着中华人民共和国第一张归国留学生证“编号00011号”，带家人回到上海，准备创办中国改革开放后第一家私人合伙制涉外律师事务所。但当时上海市及中央各有关部门均称“不行”。经过半年多的不懈努力，一位领导在一份文件上批示称，“可以开这个口子。”
1993年4月8日，改革开放后中国第一家私人合伙律师事务所“段和段律师事务所”在上海正式挂牌。这成为中国改革开放的一个信号，吸引了国内外媒体的关注。段祺华也成为改革开放后中国开办私人律师事务所的第一人。后来他曾参与力拓案等重大案件的辩护工作。
段祺华历任香港翁余阮律师行法律顾问，华东政法学院香港法研究室副主任，上海对外经济律师事务所律师，段和段律师事务所律师、执行合伙人，中国人民政治协商会议上海市常务委员会委员，上海市工商联合会副会长，上海仲裁委员会仲裁员，美国华盛顿州中国关系理事会会员。
2014年，由其作为编剧的中国首部律师剧《金牌律师》在东方卫视首播，受到广大观众的好评。